# 水手寂靜看守所
俄羅斯莫斯科聯邦監獄局第一看守所，其非正式的名稱為「水手寂靜看守所」，是俄羅斯看守所，位於莫斯科水手寂靜街，故而得名。其負責人是俄羅斯聯邦內政部中校謝爾蓋·亞歷山德羅維奇·博布里舍夫。
該看守所的範圍內還有一個中央管轄機構「俄羅斯聯邦監獄局第一看守所」（俄语：Следственный изолятор № 1 Федеральной службы исполнения наказаний），其非正式名稱「克里姆林宮中央看守所」（俄语：Кремлёвский централ）。
該看守所裡大約有1700名囚犯，還附有一間醫院，專門治療嫌犯、被告和被判罪的人，醫院分為內科、外科、肺結核科和傳染病科。其曾關押米哈伊爾·霍多爾科夫斯基和1991年八一九事件的策劃者而聞名。

## 歷史
水手寂靜看守所位處的土地從1775年開始就成為關押地點，其起初是一家由慈善團體經營的精神病人收容所，後來在1870年改變用途成為莫斯科監獄，能夠收容300名男囚和150名女囚。1912年，建築師鮑里斯·阿爾貝蒂設計新的監獄建築，其於1918年又變成專門管教少年犯的感化院。
水手寂靜看守所現今的規模是在1945年第二次世界大戰結束後由蘇聯政府所建造。其原本是蘇聯莫斯科州內務部第十四看守所，1956年改名為莫斯科內務部第一看守所。一開始，該看守所只有兩棟主樓，能夠關押2000多名成人犯人，後來又增加了一棟。從1949年到1953年，第三棟大樓是一個特殊監獄，裡面關押納粹德國的戰犯和在內務部特殊技術局工作的囚犯。從1953年到1997年，第三棟大樓是少年感化院，從1999年開始則為肺結核病房。從1997年開始，該看守所就歸俄羅斯聯邦司法部總監獄司管轄，當時該處關押5000多名等待審判的犯人。